# کونیگزگ سی‌سی۸۵۰
کونیگزگ سی‌سی۸۵۰ (به انگلیسی: Koenigsegg CC850) یک خودروی اسپورت موتور وسط تولید محدود است که توسط شرکت خودروسازی سوئدی کونیگزگ ساخته شده‌است. در ۱۹ اوت ۲۰۲۲ در پبل بیچ، کالیفرنیا، به‌عنوان ادای احترام به مدل سی‌سی۸اس رونمایی شد. سی‌سی۸۵۰ که برای بزرگداشت بیستمین سالگرد اولین تولید سی‌سی۸اس ساخته شده بود، در ابتدا به ۵۰ دستگاه برای جشن تولد ۵۰ سالگی کریستین ون کونیگزگ، بنیانگذار این شرکت محدود شد، اما به‌دلیل افزایش تقاضا، شش روز بعد در ۲۵ اوت ۲۰۲۲ اعلام شد که ۲۰ واحد اضافی ساخته خواهد شد.

## مشخصات فنی

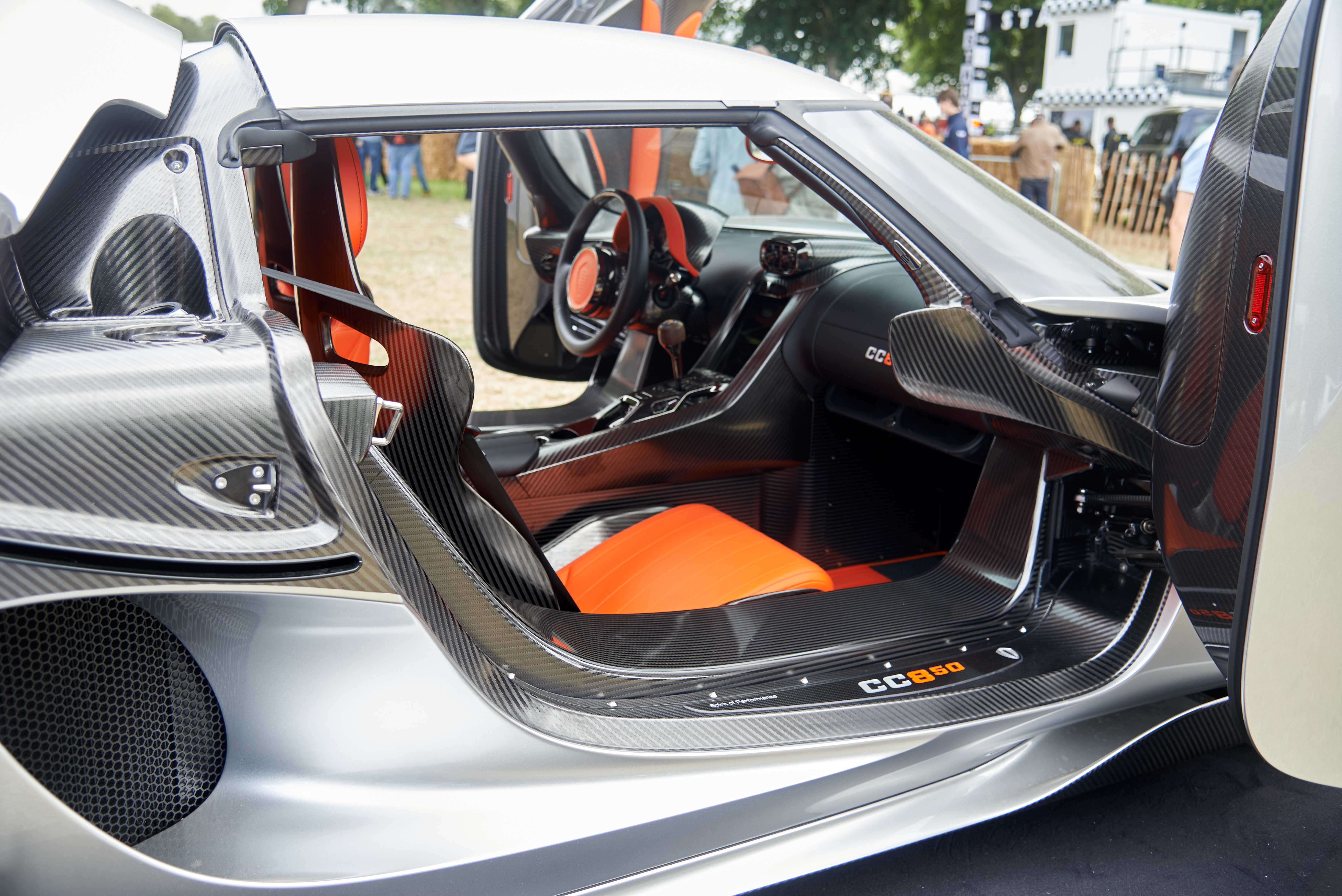
مرتبط

با وجود نام مشترک، سی‌سی۸۵۰ هیچ جزء مشترکی با سی‌سی۸اس اصلی ندارد و در عوض برپایه کونیگزگ جسکو است. مشابه جسکو، سی‌سی۸۵۰ از سیستم تعلیق چند لینکی در جلو و عقب استفاده می‌کند که از جناغ‌های دوبل، کمک فنرهای هیدرولیک و گاز-هیدرولیک و دمپرهای Triplex در عقب تشکیل شده‌است. فرمان از نوع قفسه و پینیون است، با گیربکس ۹ سرعته نور اختصاصی کونیگزگ، نیرو را به چرخ‌های عقب می‌فرستد. سی‌سی۸۵۰ همچنین دارای قابلیتی به نام Engage Shifter System است که به راننده این امکان را می‌دهد تا شش دنده تعویض دستی را با پدال کلاچ فیزیکی شبیه‌سازی کند. کریستین فون کونیگزگ ادعا می‌کند که با این ویژگی سی‌سی۸۵۰ «باید سریع‌ترین خودروی دستی در اطراف یک پیست مسابقه‌ای باشد که می‌توانم به آن فکر کنم». این موتور همچنین از جسکو قرض گرفته شده‌است، با توربوشارژرهای کوچک‌تر، که منجر به خروجی قدرت ۱٬۱۸۵ اسب بخار متری (۱٬۱۶۹ اسب بخار؛ ۸۷۲ کیلووات) @ ۷۸۰۰ دور در دقیقه با سوخت معمولی یا ۱٬۳۸۵ اسب بخار متری (۱٬۳۶۶ اسب بخار؛ ۱٬۰۱۹ کیلووات) در E85. بیشینه گشتاور ۱٬۳۸۵ نیوتن متر (۱٬۰۲۲ پوند-فوت) @ ۴۸۰۰ دور در دقیقه است. چرخ‌های آلومینیومی فورج شده (۲۰ اینچ x ۹٫۵ اینچ جلو، ۲۱ اینچ ۱۲٫۲۵ اینچ عقب) در میشلین Pilot Sport 4S (جلو 265/35R-۲۰ و عقب 325/30R-21) ساخته شده‌اند. قدرت توقف توسط مجموعه‌ای از کالیپرهای ۶ پیستونی ۴۱۰ میلیمتر (۱۶٫۱ اینچ) در چرخ‌های جلو و کالیپرهای ۴ پیستونی ۳۹۵ میلیمتر (۱۵٫۶ اینچ) در عقب ارائه می‌شود.